# Copa da África Ocidental
A Copa da África Ocidental, também conhecida como campeonato da "Zona 3", foi uma competição de futebol realizada de 1982 a 1987 (não sendo realizada em 1985). A Seleção Ganesa de Futebol ganhou todas as edições do campeonato e nunca perdeu uma de suas 25 partidas disputadas na competição. O campeonato foi revivido sem sucesso em 2001, sendo descontinuado no mesmo ano.

## Campeões
| 1982 Detalhes | Benim           | Gana | 2 - 1 | Togo    | Burkina Faso    | 1 - 1 | Costa do Marfim |
| 1983 Detalhes | Costa do Marfim | Gana | 3 - 1 | Togo    | Costa do Marfim | 2 - 1 | Libéria         |
| 1984 Detalhes | Burkina Faso    | Gana | 1 - 1 | Togo    | Costa do Marfim | 2 - 0 | Burkina Faso    |
| 1986 Detalhes | Gana            | Gana | 1 - 0 | Togo    | Niger           | 2 - 1 | Burkina Faso    |
| 1987 Detalhes | Libéria         | Gana | 2 - 1 | Libéria | Nigéria         | 3 - 1 | Togo            |

## Maior Vencedor
| Vitórias | País | Ano(s)                       |
| -------- | ---- | ---------------------------- |
| 5 vezes  | Gana | 1982, 1983, 1984, 1986, 1987 |

## Estatísticas
| Time            | Pts | V  | E | D | GP | GC | SG  |
| --------------- | --- | -- | - | - | -- | -- | --- |
| Gana            | 28  | 18 | 7 | 0 | 56 | 19 | +37 |
| Togo            | 24  | 9  | 7 | 8 | 29 | 32 | -3  |
| Costa do Marfim | 17  | 5  | 8 | 4 | 24 | 23 | +1  |
| Nigéria         | 10  | 6  | 2 | 2 | 8  | 7  | +1  |
| Burkina Faso    | 18  | 4  | 5 | 9 | 15 | 26 | -11 |
| Libéria         | 15  | 4  | 2 | 9 | 13 | 17 | -4  |
| Níger           | 12  | 2  | 3 | 7 | 9  | 21 | -12 |
| Benim           | 10  | 1  | 3 | 6 | 11 | 20 | -9  |